# Proteleas nefrens
Proteleas nefrens is een vliesvleugelig insect uit de familie van de Scelionidae. De wetenschappelijke naam van de soort is voor het eerst geldig gepubliceerd in 1993 door Kononova.